# Hispodonta
Hispodonta es un género de escarabajos de la familia Chrysomelidae. El género fue descrito científicamente primero por Baly en 1858. Esta es una lista de especies perteneciente a este género:
- Hispodonta bicolor Gressitt, 1963
- Hispodonta bifasciata Gestro, 1906
- Hispodonta chapuisii Gestro, 1885
- Hispodonta cyperaceae Gressitt, 1988
- Hispodonta delkeskampi Uhmann, 1952
- Hispodonta depressa Gestro, 1906
- Hispodonta discalis Gressitt, 1957
- Hispodonta elegantula Baly, 1869
- Hispodonta feliciae Samuelson, 1988
- Hispodonta forticornis Heller, 1916
- Hispodonta grandis Gressitt, 1963
- Hispodonta imperalis (Baly, 1859)
- Hispodonta janthina (Blanchard, 1853)
- Hispodonta loriae Gestro, 1913
- Hispodonta metroxylona Gressitt, 1960
- Hispodonta nigricornis Baly, 1858
- Hispodonta nitida Gressitt, 1988
- Hispodonta palmella Gressitt, 1963
- Hispodonta palmicola Gressitt, 1960
- Hispodonta plagiata Baly, 1887
- Hispodonta sacasc Gressitt, 1963
- Hispodonta sagu Gressitt, 1963
- Hispodonta samarica Uhmann, 1930-1932
- Hispodonta semipallida Gressitt, 1988
- Hispodonta semperi Chapuis, 1876
- Hispodonta tarsata Chapuis, 1876
- Hispodonta vicina Gressitt, 1963